# O'love Jacobsen
O’love Tauveve Jacobsen, dite également Veve Jacobsen, est une femme politique et diplomate niuéenne.

## Carrière
Élevée par ses parents dans la foi mormone et membre active de cette religion, elle est infirmière de profession, étudiant et travaillant en Nouvelle-Zélande avant de revenir s'établir à Niue en 1986,.
Petite-fille d'un député, elle est élue députée une première fois au Parlement de Niue en novembre 1988, à l'occasion d'une élection partielle. Aux élections législatives de 1990, auxquelles elle se présente comme « indépendante des différentes factions », elle termine première au scrutin national qui élit six des vingt députés. Elle est ensuite réélue sans discontinuer pendant les vingt-et-une années qui suivent. Son frère Okani Viliko est également un temps député. O'love Jacobsen est ministre dans le gouvernement du Premier ministre Frank Lui de 1993 à 1999, devenant ainsi la première femme membre de l'exécutif niuéen, puis dans le gouvernement de Toke Talagi de 2008 à 2011. Elle occupe successivement ou conjointement les portefeuilles ministériels de l'éducation, de la santé, des infrastructures, des femmes, de la culture, de la religion, des conseils de village, des sports et de la jeunesse (le gouvernement niuéen n'étant composé que de trois personnes outre le Premier ministre, chaque ministre occupe de multiples fonctions). C'est notamment sous son impulsion que Niue rejoint l'UNESCO et l'Organisation mondiale de la santé,.
À l'issue des élections législatives de 1999 puis de 2005, elle brigue sans succès le poste de Première ministre. Les députés lui préfèrent Sani Lakatani en 1999, et Young Vivian en 2005. Siégeant ainsi sur les bancs de l'opposition, elle et son collège Terry Coe sont « souvent » en conflit avec le président du Parlement Tama Posimani. En 1999, ce dernier fait en vain appel à la police pour expulser O'love Jacobsen de l'enceinte de l'assemblée, alors qu'elle s'oppose à la création par le gouvernement d'un poste de conseiller,. À l'issue des élections de 2008, elle soutient la candidature de Toke Talagi à la direction du gouvernement. En mars 2011, elle démissionne de ses fonctions exécutives et législatives pour accepter le poste de haut-commissaire de Niue en Nouvelle-Zélande, succédant à Sisilia Talagi. Elle exerce deux mandats à ce poste, de 2011 à 2017 ; Fisa Pihigia lui succède en février 2017.
Elle effectue alors son retour en politique, se portant candidate aux élections législatives du 6 mai, et annonçant son intention une nouvelle fois de briguer la direction du gouvernement. Elle est élue députée, obtenant la première place au scrutin national. Bien que soutenue par le vétéran politique Terry Coe, elle échoue toutefois ensuite à être élue Première ministre par la nouvelle assemblée : elle obtient cinq suffrages (dont le sien), contre quinze pour le Premier ministre sortant Toke Talagi. Elle est à nouveau candidate malheureuse au poste de Premier ministre à l'issue des élections législatives de 2020 : elle recueille les voix de sept députés, contre treize pour Dalton Tagelagi, le candidat du gouvernement sortant.
Elle est réélue députée d'extrême justesse aux élections de 2023,. Avant la première session de l'assemblée nouvellement élue, elle indique qu'elle considère que Dalton Tagelagi mérite un second mandat de Premier ministre, son premier mandat ayant été entravé par la pandémie de Covid-19. Elle ajoute toutefois que s'il est le seul candidat au poste de Premier ministre, elle se présentera également, ne serait-ce que pour que les députés aient un choix et que la démocratie puisse s'exercer pleinement. L'assemblée siège le 9 mai et les députés réélisent Dalton Tagelagi au poste de Premier ministre, par seize voix contre quatre pour O'love Jacobsen. Celle-ci félicite son adversaire et lui promet un soutien critique durant la nouvelle législature.